# Барбадос
Република Барбадос (на английски: Barbados /bɑrˈbeɪdɒs, bɑrˈbeɪdoʊs/) е островна държава, част от островната група Малки Антили. Островът е с дължина 34 km и ширина до 23 km, като покрива площ от 432 km². Разположен е в западната половина на северната част на Атлантическия океан, на 100 km източно от Подветрените острови и Карибско море. Барбадос е част от Малките Антили, приблизително на 13° с.ш. от екватора. Намира се на около 168 km източно от двете страни на Сейнт Лусия и Сейнт Винсент и Гренадини и на 400 km североизточно от Тринидад и Тобаго. Барбадос е извън атлантическата „Алея на ураганите“. Негова столица и най-голям град е Бриджтаун.
Обитаван от индианци кариби от 13 век и преди това от други американски индианци, о-в Барбадос е посетен от испански мореплаватели в края на 15 век и обявен за владение на испанската корона. Островът се появява за първи път на испанска карта през 1511 г. Португалците посещават острова през 1536 г., но не успяват да установят свое влияние и присъствие, като единственият им принос е въвеждането на диви свине за добро снабдяване с месо. Английски кораб пристига на Барбадос през 1625 г. и англичаните завладяват острова в името на крал Джеймс I. През 1627 г. първите постоянни заселници пристигат от Англия и той става английска и по-късно британска колония. Като богата захарна колония, тя се превръща в английски център на африканската търговия с роби, докато тази търговия не е обявена за незаконна през 1807 г., с окончателно освобождаване на робите в Барбадос през 1833 г.
На 30 ноември 1966 г. Барбадос става независима държава и член на Британската общност с британския монарх (до 30.11.2021 – кралица Елизабет II) като наследствен държавен глава. Има население от 284 996 души, предимно от африкански произход. Въпреки че е класифициран като атлантически остров, Барбадос се счита за част от Карибите, където е класиран като водеща туристическа дестинация. Четиридесет процента от туристите идват от Великобритания, като следващите големи групи посетители на острова са от САЩ и Канада.
През октомври 2021 г. г-жа Сандра Мейсън е избрана от парламента на Барбадос за първия президент на Барбадос. На 30 ноември 2021 г. Мейсън замества кралица Елизабет като държавен глава, едновременно с трансформирането на Барбадос в република.

## Етимология
Името „Барбадос“ е или от португалския термин Oda Barbados или от испанския еквивалент Los Barbados, като и двете означават „брадатите“. Не е ясно дали „брадат“ се отнася до дългите, висящи корени на „брадатото“ смокиново дърво (Ficus citrifolia), местно на острова, или за предполагаемо брадатите кариби, които някога са обитавали острова, или по-приказно, за визуално впечатление за брада, образувана от морската пяна, която се разпръсква върху околните рифове. През 1519 г. карта, произведена от генуезкия картограф Visconte Maggiolo, посочва Барбадос в правилната му позиция. Освен това остров Барбуда в Лийвъри е много сходен по име и някога е бил наричан от испанците Las Barbudas.
Не е сигурно кой европейски народ е пристигнал първо в Барбадос. Един по-малко известен източник сочи към по-рано разкрити произведения, предшестващи съвременните източници, които показват, че това може да са испанците. Много, ако не и повечето, вярват, че португалците са първите европейци, които, пътувайки към Бразилия, са дошли на острова.
Разговорно, барбадосците се отнасят към своя остров като „Bim“ или други прякори, свързани с Барбадос, включително „Bimshire“. Произходът е несигурен, но съществуват няколко теории. Името може би е възникнало поради относително големия процент роби от племето игбо от днешна югоизточна Нигерия, пристигнали в Барбадос през 18 век.
Думите „Bim“ и „Bimshire“ са записани в речника на Оксфордския английски и речниците на Chambers Twentieth Century.

## География
Остров Барбадос е с дължина 34 km и широчина най-много 23 km, което прави приблизително площ от 431 km². Разположен в западната половина на северната част на Атлантическия океан и на 100 km източно от Карибско море. Намира се на 168 km източно от островите Сейнт Винсент и Гренадини и на 400 km североизточно от Тринидад и Тобаго. Дължината на бреговата му линия е 115 km.
Повърхността на острова се издига терасовидно към централните части до 336 m (връх Хилаби). Изграден е от варовици със силно развити карстови процеси.
Климатът е тропичен, пасатен, с дъждовен период от юни до ноември и сух период от декември до май. Годишната сума на валежите е до 1400 mm. Барбадос често е пощадяван от най-лошите ефекти на тропическите бури и урагани в региона по време на дъждовния период. Неговото по-източно разположение в сравнение с останалите карибски острови го поставя извън основната зона на честите урагани.
По-голямата част от острова е обградена от коралови рифове. Западното крайбрежие привлича с плажовете с бял пясък, но източният бряг е скалист.

## История
- 1518 г. – открит от испански мореплаватели;
- 1625 г. – основана първата английска колония;
- 1628 г. – започва изграждането на Бриджтаун;
- до края на XVIII в. – внос на роби от Африка;
- 1838 г. – отмяна на робството;
- 1937 г. – антиколониално въстание, потушено от англичаните;
- 30 ноември 1966 г. – получава независимост.

## Население
В състава на населението 96% са барбадосци (баджани) – потомци на чернокожи роби и мулати. Барбадос има население от около 281 968 души и темп на растеж на населението от 0,33% (изчислено в средата на 2005 г.). Понастоящем Барбадос е четвъртата най-гъсто населена страна в Америка (18-а в света), и десетата най-населена островна държава в региона (101-ва в света).
Островът бил населен от индианците араваки, които около 1200 г. били прогонени от войнствените карибски индианци. Останалата част от населението включва групи от европейци („англо-баджани“, „евро-баджани“), основно от Великобритания, Ирландия, Китай, баджани-мюсюлмани от Индия.

## Държавно устройство
Парламентарна република, част от Британската общност. Глава на държавата е президентът, избиран за срок от 5 години. Законодателна власт – парламент (избиран за 5 години), състоящ се от сенат (21 назначавани сенатора) и палата на събранието (28 депутати). Изпълнителната власт – правителство, начело с премиер-министър.
На 16 септември 2020 г. премиер-министърът Мия Мотли обявява намерението Барбадос да се превърне в република, като се откаже от властта на Великобритания. От 30 ноември 2021 г. Барбадос е република.

## Административно деление
Административно страната е разделена на 11 енории (parishes).
- 1.Енория Крайст Чърч
- 2.Енория Сейнт Андрю
- 3.Енория Сейнт Джордж
- 4.Енория Сейнт Джеймс
- 5.Енория Сейнт Джон
- 6.Енория Сейнт Джоузеф
- 7.Енория Сейнт Люси
- 8.Енория Сейнт Майкъл
- 9.Енория Барбадос
- 10.Енория Сейнт Филип
- 11.Енория Сейнт Томас

## Икономика
Основни отрасли са туризмът и селското стопанство, специализирано в отглеждане на захарна тръстика (около 65 хил. т. захар годишно). Отглежда се още царевица, тропически плодове, памук. Развито е животновъдството и риболовът.
Промишленост – лека и хранително-вкусова (преработка на захарна тръстика). Добива се нефт, природен газ и варовик. Развива се застраховането и офшорните финансови услуги.

## Известни личности
Английското влияние е по-видимо в Барбадос, отколкото на другите острови в региона. Като добър пример за това е националният спорт на острова – крикетът. В Барабадос са родени някои от най-великите играчи на крикет, включително сър Гарфийлд Собърс и Франк Уоръл.
В Барбадос е родена RnB певицата Риана. През 2009 г. тя е официално назначена за почетен посланик на младежта и културата на Барбадос от министър-председателя Дейвид Томпсън (починал през 2010 г.).